# Karl Augustin (Schauspieler)

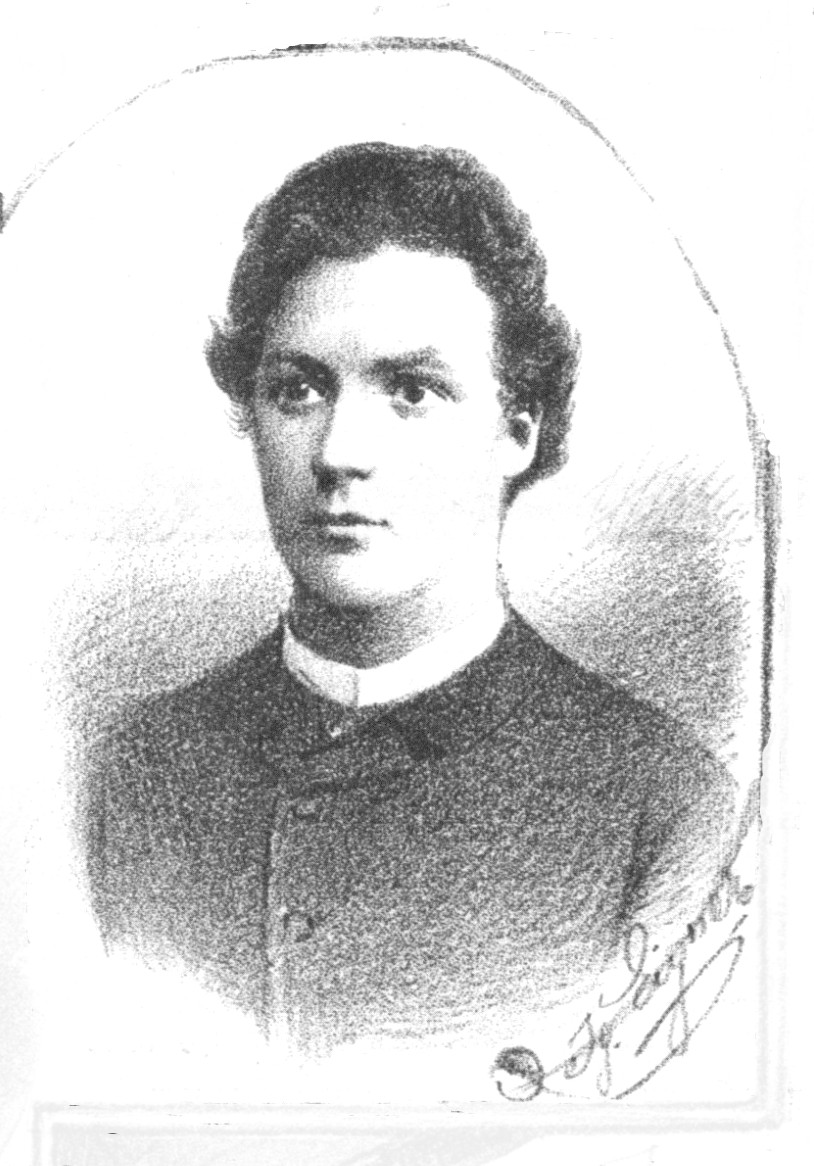
Karl Augustin im Jahre 1891

Karl Augustin (8. Oktober 1852 in Wien – nach 1902) war ein österreichischer Operettensänger und Komiker.

## Leben
Augustin, Sohn eines Goldarbeiters, absolvierte an der Niklaschen Theaterschule eine Schauspielausbildung und wurde danach in Klagenfurt engagiert. Im Anschluss daran trat er an mehreren größeren Provinztheatern auf, spielte kurze Zeit am Raimundtheater in Wien und war seit 1901 Mitglied des Operettentheaters im Orpheum. Sein Lebensweg nach 1902 ist unbekannt.
Verheiratet war er mit seiner Kollegin Leopoldine Weitz. (Nach anderen Quellen war er jedoch ihr Bruder.)